# Saint-Chamas (Bouches-du-Rhône)
Pour les articles homonymes, voir Saint-Chamas.
Saint-Chamas [sɛ̃ ʃama] est une commune française située dans le département des Bouches-du-Rhône en région Provence-Alpes-Côte d'Azur. Elle fait partie de la métropole d'Aix-Marseille-Provence (canton de Berre-l'Étang).

## Géographie

### Situation
La ville est située au bord de l’étang de Berre, à 15 kilomètres au sud de Salon-de-Provence et à 50 km au nord-ouest de Marseille, dans un secteur qui n’a pas été touché par l’industrialisation. Sa superficie est de 2 671 hectares. Le point culminant de la commune est le Verdon qui atteint l’altitude de 121 m.
Deux sites naturels, propriété du Conservatoire du littoral, ont un intérêt ornithologique : Les Palous, zone humide formée de roselières, prairies inondables et ripisylve à l'embouchure de la Touloubre, affluent de l'étang de Berre, et la Poudrerie, ripisylve entre falaises, marais et étang.
La voie de chemin de fer de Paris à Marseille traverse la commune, depuis 1847, elle possède un arrêt SNCF pour les trains TER Provence-Alpes-Côte d'Azur à la gare de Saint-Chamas.

### Communes limitrophes
Les communes limitrophes sont Berre-l'Étang, Cornillon-Confoux, Lançon-Provence et Miramas.
| Cornillon-Confoux Miramas | Cornillon-Confoux | Cornillon-Confoux Lançon-Provence |
| Étang de Berre            | Saint-Chamas      | Lançon-Provence                   |
| Étang de Berre            | Étang de Berre    | Berre-l'Étang Étang de Berre      |

### Climat
Pour des articles plus généraux, voir Climat de Provence-Alpes-Côte d'Azur et Climat des Bouches-du-Rhône.
En 2010, le climat de la commune est de type climat méditerranéen franc, selon une étude du Centre national de la recherche scientifique s'appuyant sur une série de données couvrant la période 1971-2000. En 2020, Météo-France publie une typologie des climats de la France métropolitaine dans laquelle la commune est exposée à un climat méditerranéen et est dans la région climatique Provence, Languedoc-Roussillon, caractérisée par une pluviométrie faible en été, un très bon ensoleillement (2 600 h/an), un été chaud (21,5 °C), un air très sec en été, sec en toutes saisons, des vents forts (fréquence de 40 à 50 % de vents > 5 m/s) et peu de brouillards.
Pour la période 1971-2000, la température annuelle moyenne est de 14,4 °C, avec une amplitude thermique annuelle de 16,9 °C. Le cumul annuel moyen de précipitations est de 586 mm, avec 5,9 jours de précipitations en janvier et 1,6 jours en juillet. Pour la période 1991-2020, la température moyenne annuelle observée sur la station météorologique de Météo-France la plus proche, « Istres », sur la commune d'Istres à 5 km à vol d'oiseau, est de 15,6 °C et le cumul annuel moyen de précipitations est de 572,9 mm. 
La température maximale relevée sur cette station est de 44,3 °C, atteinte le 28 juin 2019 ; la température minimale est de −13,6 °C, atteinte le 10 février 1956,,.
| Mois                                  | jan.             | fév.             | mars            | avril           | mai            | juin           | jui.            | août           | sep.           | oct.            | nov.            | déc.             | année      |
| ------------------------------------- | ---------------- | ---------------- | --------------- | --------------- | -------------- | -------------- | --------------- | -------------- | -------------- | --------------- | --------------- | ---------------- | ---------- |
| Température minimale moyenne (°C)     | 3,4              | 3,5              | 6,2             | 8,8             | 12,6           | 16,6           | 19,2            | 19             | 15,4           | 12,2            | 7,4             | 4,2              | 10,7       |
| Température moyenne (°C)              | 7,5              | 8,1              | 11,3            | 14              | 17,9           | 22,2           | 24,9            | 24,7           | 20,6           | 16,6            | 11,4            | 8,2              | 15,6       |
| Température maximale moyenne (°C)     | 11,6             | 12,7             | 16,4            | 19,1            | 23,2           | 27,8           | 30,7            | 30,4           | 25,8           | 21              | 15,4            | 12,1             | 20,5       |
| Record de froid (°C) date du record   | −11,1 07.01.1985 | −13,6 10.02.1956 | −7,2 07.03.1971 | −1,4 01.04.1977 | 3,1 04.05.1967 | 6,7 04.06.1984 | 9 12.07.1936    | 9,6 30.08.1986 | 5,1 29.09.1974 | −2 31.10.1941   | −4,9 23.11.1998 | −12,6 27.12.1962 | −13,6 1956 |
| Record de chaleur (°C) date du record | 21 19.01.07      | 23,4 24.02.20    | 26 23.03.19     | 29,8 20.04.1949 | 34,5 24.05.11  | 44,3 28.06.19  | 39,5 26.07.1983 | 40,3 01.08.20  | 34,9 03.09.16  | 30,9 02.10.1997 | 25,2 03.11.1970 | 20,5 05.12.18    | 44,3 2019  |
| Précipitations (mm)                   | 55,6             | 33,6             | 31,5            | 59              | 42,5           | 28,2           | 12,5            | 23,4           | 80             | 86,7            | 76,2            | 43,7             | 572,9      |

| Diagramme climatique                                  |             |             |           |              |              |              |            |            |            |             |             |
| J                                                     | F           | M           | A         | M            | J            | J            | A          | S          | O          | N           | D           |
| 11,63,455,6                                           | 12,73,533,6 | 16,46,231,5 | 19,18,859 | 23,212,642,5 | 27,816,628,2 | 30,719,212,5 | 30,41923,4 | 25,815,480 | 2112,286,7 | 15,47,476,2 | 12,14,243,7 |
| Moyennes : • Temp. maxi et mini °C • Précipitation mm |             |             |           |              |              |              |            |            |            |             |             |

Les paramètres climatiques de la commune ont été estimés pour le milieu du siècle (2041-2070) selon différents scénarios d'émission de gaz à effet de serre à partir des nouvelles projections climatiques de référence DRIAS-2020. Ils sont consultables sur un site dédié publié par Météo-France en novembre 2022.

## Urbanisme

### Typologie
Au 1er janvier 2024, Saint-Chamas est catégorisée ceinture urbaine, selon la nouvelle grille communale de densité à 7 niveaux définie par l'Insee en 2022.
Elle appartient à l'unité urbaine de Marseille-Aix-en-Provence, une agglomération inter-départementale dont elle est une commune de la banlieue,. Par ailleurs la commune fait partie de l'aire d'attraction de Saint-Chamas, dont elle est la commune-centre,. Cette aire, qui regroupe 1 communes, est catégorisée dans les aires de moins de 50 000 habitants,.
La commune, bordée par la mer Méditerranée, est également une commune littorale au sens de la loi du 3 janvier 1986, dite loi littoral. Des dispositions spécifiques d’urbanisme s’y appliquent dès lors afin de préserver les espaces naturels, les sites, les paysages et l’équilibre écologique du littoral, tel le principe d'inconstructibilité, en dehors des espaces urbanisés, sur la bande littorale des 100 mètres, ou plus si le plan local d’urbanisme le prévoit.

### Occupation des sols

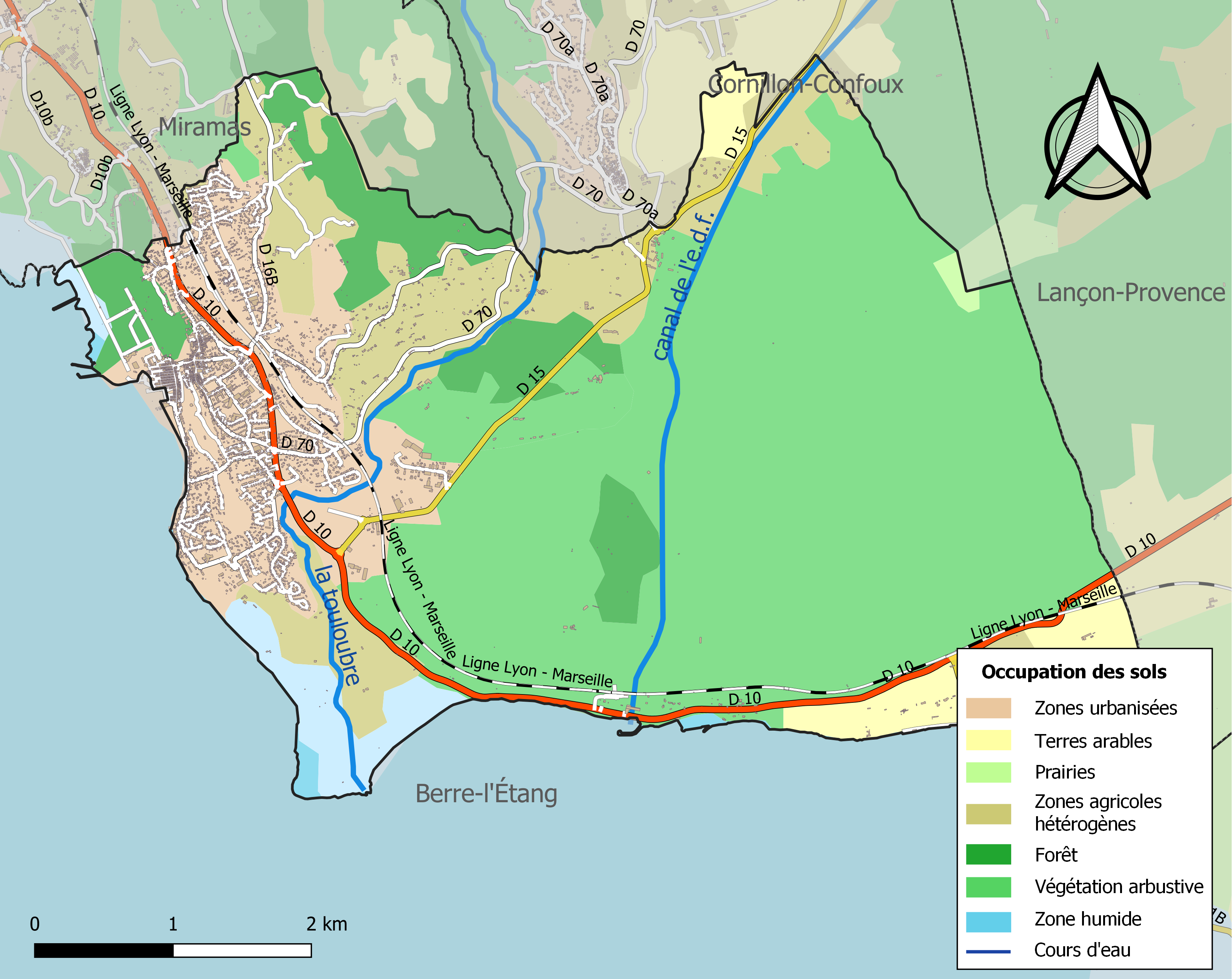
Carte des infrastructures et de l'occupation des sols de la commune en 2018 (CLC).

L'occupation des sols de la commune, telle qu'elle ressort de la base de données européenne d’occupation biophysique des sols Corine Land Cover (CLC), est marquée par l'importance des forêts et milieux semi-naturels (60,4 % en 2018), en diminution par rapport à 1990 (61,4 %). La répartition détaillée en 2018 est la suivante :
milieux à végétation arbustive et/ou herbacée (52,6 %), zones agricoles hétérogènes (14,5 %), zones urbanisées (11,7 %), forêts (7,7 %), cultures permanentes (3,6 %), zones humides intérieures (2,9 %), zones industrielles ou commerciales et réseaux de communication (2,8 %), prairies (2,7 %), terres arables (0,8 %), eaux maritimes (0,7 %). L'évolution de l’occupation des sols de la commune et de ses infrastructures peut être observée sur les différentes représentations cartographiques du territoire : la carte de Cassini (XVIIIe siècle), la carte d'état-major (1820-1866) et les cartes ou photos aériennes de l'IGN pour la période actuelle (1950 à aujourd'hui).

## Toponymie
Le village doit son nom à sanctus Amantius (saint Amans de Rodez, évêque de Rodez) en l’honneur duquel une chapelle fut construite au VIIe siècle[réf. nécessaire]. En provençal, le nom évolue en sanch Amans, puis sant Chamas.

### Microtoponymie
- Vallon et colline du Verdon : vient du terme préceltique vara, qui sert à désigner l’eau[17].
- collet du Verdon : en Provence, collet désigne une colline et non un col
- En Palun, le Palou : désigne un marais.

Il porte également un nom dans la langue régionale, le provençal : Sanch Amàs selon la norme classique ou Sant Chamas selon la norme mistralienne (phonétique)

## Histoire

### Préhistoire et Antiquité
Le site de Saint-Chamas était déjà occupé à l’époque paléolithique comme l’ont prouvé les fouilles effectuées dans l’abri sous roche du Collet du Verdon. Les vestiges mis au jour sont conservés au musée communal. À l’âge du fer, le site fut exploité par les Ligures, qui y avaient construit un oppidum (un village fortifié), puis par les Celtes.
Le pont Flavien est construit à l’époque de l’empereur Auguste, peu avant le début de notre ère, pour permettre à la route d’Arles à Marseille de traverser la Touloubre. Il aurait été financé par Flavius, un riche citoyen romain, comme le laisse entendre la dédicace gravée sur le monument.

### Moyen Âge
Le village initial s’est construit sur le Baou, une colline calcaire qui domine l’étang de Berre, facile à défendre et d’où la région pouvait être surveillée. Des fortifications ont été construites dès le haut Moyen Âge puisqu’en 969, Boson, comte de Provence cédait à Ithier l’archevêque d’Arles, le castrum en ruine de Sanctus Amantius.
En 1347, la peste noire, arrivée par Marseille, ravage la Provence.

### Temps modernes
En 1564 le château était suffisamment confortable pour accueillir la régente Catherine de Médicis et le roi de France Charles IX alors âgé de 14 ans.
Le XVIIe siècle est celui de la construction de la ville moderne. Le vieux village, qui se trouvait trop à l’étroit, sur la colline du Baou est abandonné au fur et à mesure que se construisent les nouveaux quartiers du Perthuis et d’au Delà. Un hôtel de ville est édifié (depuis 1959 il abrite le musée local devenu Paul-Lafran en 2000). Le port est aménagé, l’église paroissiale Saint-Léger est construite de 1660 à 1668 mais le clocher, construit sur pilotis à côté de l’église, ne fut terminé qu’en 1740. L’église abrite actuellement le retable Sainte-Anne datant de 1519, en bois et peint par le Marseillais Étienne Peson.
En 1690 débuta la construction de la Poudrerie royale qui se développa au fil des siècles pour s’étaler sur plus de 100 ha. Elle est restée pendant longtemps la principale entreprise de la commune et a cessé toute activité en 1974. Devenue propriété du Conservatoire du littoral, c'est un site à forte valeur écologique dont l'accès est soumis à réglementation.

### Révolution française
Peu avant la Révolution française, l’agitation monte. Outre les problèmes fiscaux présents depuis plusieurs années, la récolte de 1788 avait été mauvaise et l’hiver 1788-89 très froid. L’élection des États généraux de 1789 avait été préparée par celles des États de Provence de 1788 et de janvier 1789, ce qui avait contribué à faire ressortir les oppositions politiques de classe et à provoquer une certaine agitation. C’est au moment de la rédaction des cahiers de doléances, fin mars, qu’une vague insurrectionnelle secoue la Provence. Le 5 avril 1789, une émeute due à la crise frumentaire a lieu. Pendant quelques années durant la Révolution, le village a été rebaptisé Port-Chamas.
À Port-Chamas, le comité de surveillance est institué en 1793. Il se recrute en partie chez les simples paysans, parfois illettrés, et son institution marque en quelque sorte l’apogée démocratique de la Révolution. Les membres illettrés prennent toute leur place dans les débats. Le comité, chargé de la surveillance de l’application des lois, consacre une grande part de son activité à les lire, les recopier, discuter de leur portée, participant ainsi à la formation politique et démocratique des citoyens. Il retourne également l’outil de la Terreur contre les ennemis de la Révolution.

### Époque contemporaine

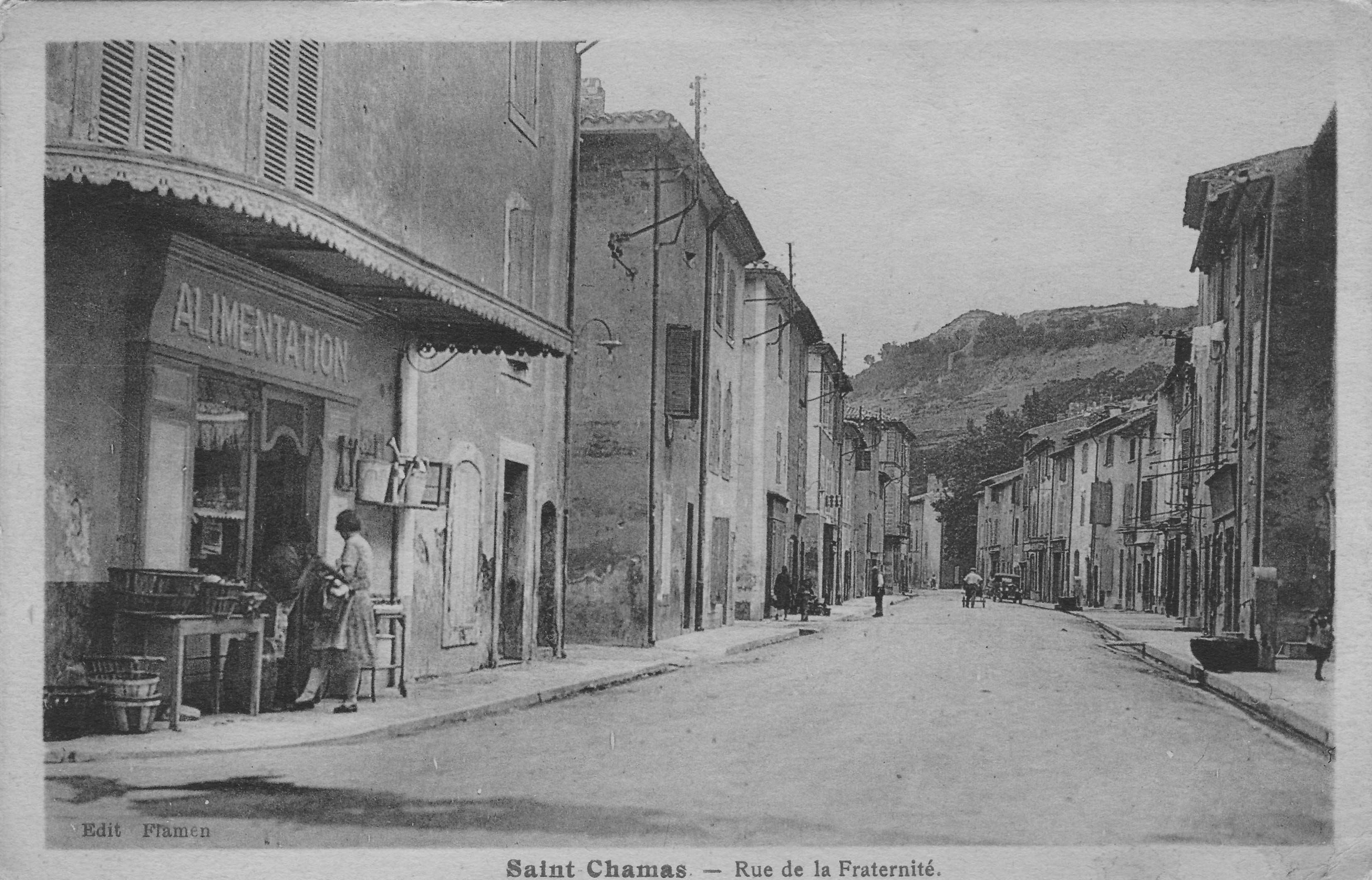
Saint-Chamas au début du XXe siècle (rue de la Fraternité).

Les deux principaux quartiers du village, qui s’étaient développés, autour de la mairie pour l’un et à proximité du port pour l’autre, étaient réunis par un tunnel appelé la Goule. En 1863, celui-ci s’effondre ; la municipalité décide alors de la construction de l'aqueduc du Plan ou Pont de l’Horloge.
En 1901, alors que Jean de Joris était maire de Saint-Chamas, le premier cas de la grippe aviaire sévère telle qu'on ne la connait plus de nos jours est déclaré[réf. nécessaire].
Le 16 novembre 1936, la poudrerie explose, faisant 53 morts et 200 blessés. C'est, après la catastrophe de Courrières, la catastrophe industrielle la plus importante en France au XXe siècle. Le 4 avril 1940, une nouvelle catastrophe fait 11 morts à la suite d'une explosion dans l'atelier 113 de fabrication de trinitrophtaline. La poudrerie ferme définitivement en 1974. C'est devenu un espace naturel géré par le Conservatoire du littoral.
Le 26 décembre 2021, un violent incendie éclate dans une décharge privée, provoquant une concentration de particules fines dépassant durant des semaines les niveaux observés à Beijing. La pollution atteint un tel niveau que la plupart des activités en extérieur sont interdites par des arrêtés municipaux. Plusieurs entreprises sont contraintes de suspendre temporairement leur activité économique.

## Politique et administration

### Tendances politiques et résultats
| Scrutin             | Scrutin             | 1er tour | 1er tour | 1er tour | 1er tour | 1er tour | 1er tour | 1er tour | 1er tour  | 1er tour | 1er tour | 1er tour | 1er tour | 2d tour | 2d tour | 2d tour | 2d tour | 2d tour | 2d tour |
| Scrutin             | Scrutin             | 1er      | 1er      | %        | 2e       | 2e       | %        | 3e       | 3e        | %        | 4e       | 4e       | %        | 1er     | 1er     | %       | 2e      | 2e      | %       |
| ------------------- | ------------------- | -------- | -------- | -------- | -------- | -------- | -------- | -------- | --------- | -------- | -------- | -------- | -------- | ------- | ------- | ------- | ------- | ------- | ------- |
| Présidentielle 2017 | Présidentielle 2017 |          | FN       | 34,18    |          | LFI      | 22,55    |          | EM        | 16,22    |          | LR       | 14,23    |         | FN      | 51,96   |         | EM      | 48,04   |
| Présidentielle 2022 | Présidentielle 2022 |          | RN       | 32,62    |          | LFI      | 21,16    |          | LREM      | 19,78    |          | REC      | 9,67     |         | RN      | 60,35   |         | LREM    | 39,65   |
| Législatives 2022   | 8e                  |          | RN       | 29,82    |          | Ren-Ens  | 27,57    |          | LFI-Nupes | 24,19    |          | LR       | 5,31     |         | RN      | 50,49   |         | Ren     | 49,51   |
| Législatives 2024   | 8e                  |          | RN       | 47,08    |          | Ren-Ens  | 23,79    |          | LFI-NFP   | 21,37    |          | ECO      | 3,17     |         | RN      | 53,05   |         | Ren     | 46,95   |

## Population et société

### Démographie
L'évolution du nombre d'habitants est connue à travers les recensements de la population effectués dans la commune depuis 1793. Pour les communes de moins de 10 000 habitants, une enquête de recensement portant sur toute la population est réalisée tous les cinq ans, les populations de référence des années intermédiaires étant quant à elles estimées par interpolation ou extrapolation. Pour la commune, le premier recensement exhaustif entrant dans le cadre du nouveau dispositif a été réalisé en 2006.

En 2022, la commune comptait 8 669 habitants, en évolution de +2,98 % par rapport à 2016 (Bouches-du-Rhône : +2,48 %, France hors Mayotte : +2,11 %).
| 1793  | 1800  | 1806  | 1821  | 1831  | 1836  | 1841  | 1846  | 1851  |
| ----- | ----- | ----- | ----- | ----- | ----- | ----- | ----- | ----- |
| 2 759 | 2 110 | 2 044 | 2 506 | 2 632 | 2 433 | 2 443 | 2 978 | 2 825 |

| 1856  | 1861  | 1866  | 1872  | 1876  | 1881  | 1886  | 1891  | 1896  |
| ----- | ----- | ----- | ----- | ----- | ----- | ----- | ----- | ----- |
| 2 800 | 2 692 | 2 667 | 2 614 | 2 814 | 2 393 | 2 335 | 2 319 | 2 237 |

| 1901  | 1906  | 1911  | 1921  | 1926  | 1931  | 1936  | 1946  | 1954  |
| ----- | ----- | ----- | ----- | ----- | ----- | ----- | ----- | ----- |
| 2 373 | 2 525 | 2 487 | 2 677 | 2 856 | 3 023 | 3 131 | 3 441 | 4 451 |

| 1962  | 1968  | 1975  | 1982  | 1990  | 1999  | 2006  | 2011  | 2016  |
| ----- | ----- | ----- | ----- | ----- | ----- | ----- | ----- | ----- |
| 4 634 | 5 083 | 5 110 | 5 045 | 5 396 | 6 595 | 7 268 | 7 774 | 8 418 |

| 2021  | 2022  | - | - | - | - | - | - | - |
| ----- | ----- | - | - | - | - | - | - | - |
| 8 643 | 8 669 | - | - | - | - | - | - | - |

### Manifestations culturelles et festivités
(février 2021).
Chaque année se déroulent une vingtaine de festivités différentes. Les traditions favorites sont l'abrivado, la fête des soupeso, le carnaval, et la fête du port avec son feu d'artifice. Saint-Chamas met également à l'honneur des fêtes plus jeunes comme " The Run Color", la fête de la musique, la fête du port avec ses manèges et plein d'autres encore.

## Économie
Saint-Chamas est une ville qui a su se développer tout en conservant son caractère de village. On y retrouve tout ce qui participe au charme et à la qualité de vie des villages provençaux : centre-ville typique, patrimoine naturel omniprésent mais également un esprit de douceur, de calme et de tradition grâce à son marché du samedi matin et toutes ses fêtes culturelles. Saint-Chamas n'est pas pour autant coupé du monde : cette ville se trouve au carrefour des grandes villes de la région (Miramas, Salon-de-Provence, Aix-en-Provence, Marignane, Marseille) et de leurs grands réseaux de transport. Cette commune jouit donc d'une situation géographique privilégiée.

## Culture et patrimoine

### Lieux et monuments

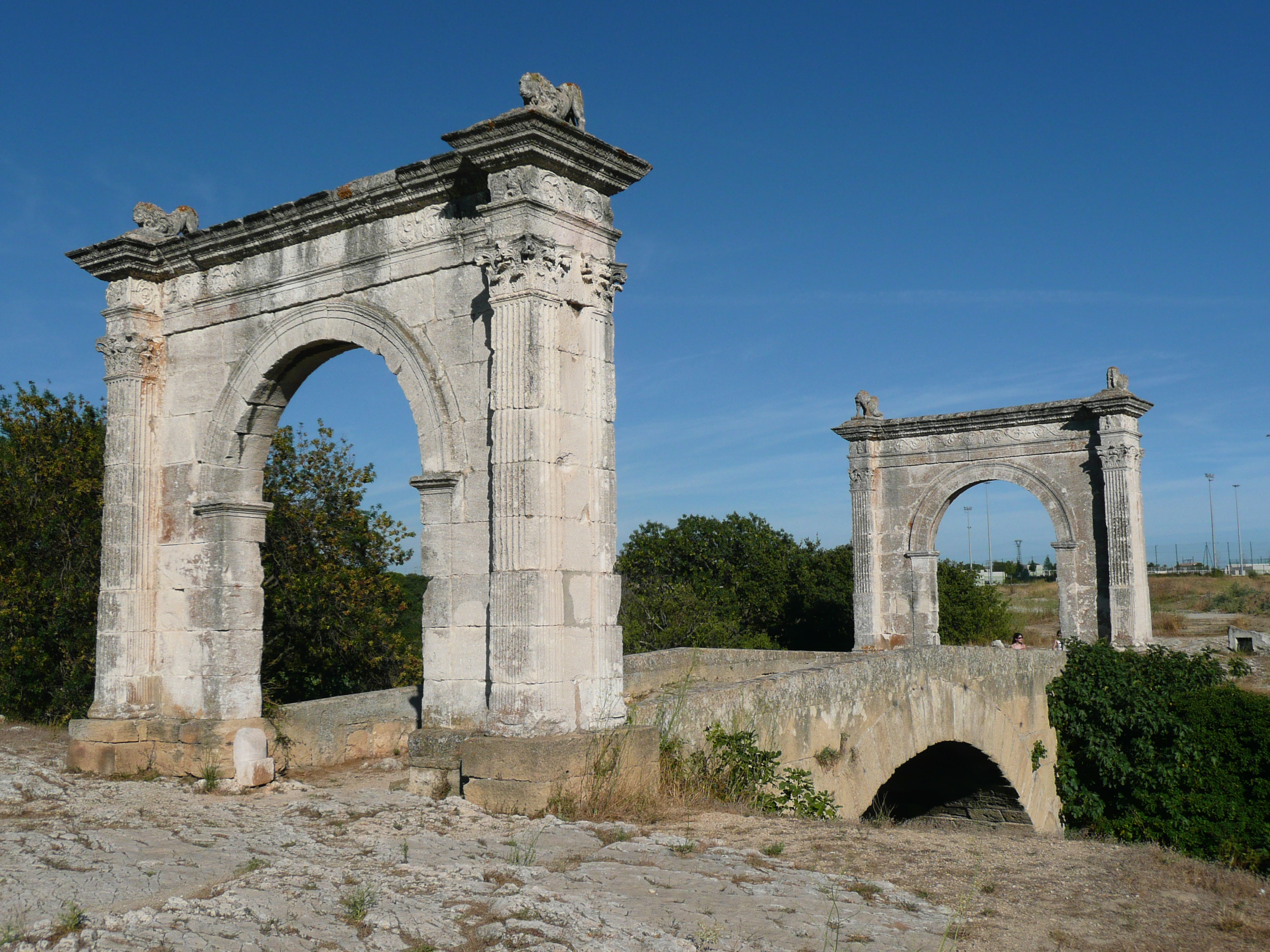
Le pont Flavien.

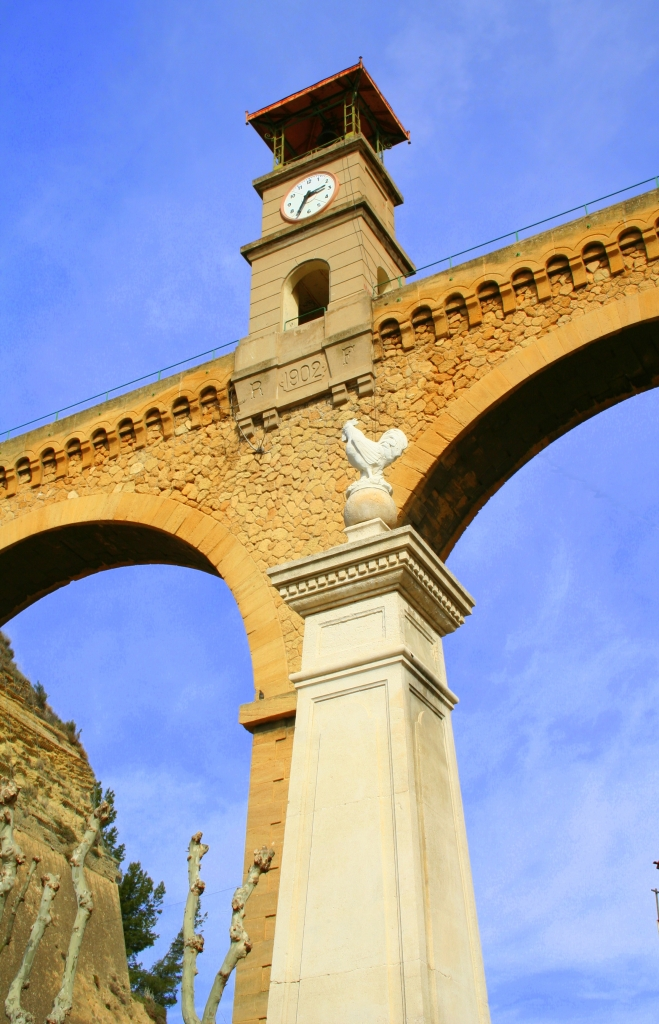
Le pont de l'Horloge.

La commune compte trois monuments répertoriés à l'inventaire des monuments historiques (un « classé » et deux « inscrits ») et un monument répertorié à l'inventaire général du patrimoine culturel. Par ailleurs, elle compte 26 objets répertoriés à l'inventaire des monuments historiques :
- le pont Flavien qui enjambe la Touloubre à l'entrée de Saint-Chamas, construit au Ier siècle, est classé depuis 1840[47].
- l'église Saint-Léger, inscrite depuis le 6 décembre 1957[48].
- le viaduc de Saint-Chamas qui supporte la ligne de voie ferrée qui relie Avignon à Marseille en passant par Arles et Tarascon et franchit la Touloubre, inscrit depuis le 28 décembre 1984[49],[50].
- le lavoir des contagieux dit du Polygone[51]
- le pont de la Roquette (XVIIIe siècle) sur la Touloubre.
- la Centrale hydroélectrique de Saint-Chamas turbine l'eau de la Durance et la rejette dans l'étang de Berre.

### Personnalités liées à la commune
- Scholastique Pitton (1621-1689), littérateur et un historien. Jeune, il a été médecin à Saint-Chamas.
- Jean Antoine Archier, homme politique français né le 6 juillet 1752 et décédé le 4 octobre 1795 à Saint-Chamas.
- René Seyssaud (1867-1952), peintre, mort à Saint-Chamas.
- Benoît de Saint Chamas (1970) et sa femme Emmanuelle (1973), écrivains dont le patronyme est le nom de cette commune.
- Fernand Moutet (1913-1993), poète provençal.
- Anouk Ricard (1970), illustratrice et auteure de bande dessinée, Grand Prix 2025 du Festival d'Angoulême.

### Héraldique
| Blason de Saint-Chamas (Bouches-du-Rhône) | Blason  | De gueules au pont Flavien d'or posé sur un plan d'eau d'azur mouvant de la pointe et chargé de deux poissons affrontés d'argent.                                                                                             |
| Blason de Saint-Chamas (Bouches-du-Rhône) | Détails | Ce blason a remplacé l'ancien blason qui portait l'effigie de Saint-Amant. C'est le maire franc-maçon Marius Sarnègue qui a été à l'origine de cette transformation en 1906. Le statut officiel du blason reste à déterminer. |